# (2458) Veniakaverin
(2458) Veniakaverin (1977 RC7) – planetoida z pasa głównego asteroid okrążająca Słońce w ciągu 5,55 lat w średniej odległości 3,13 au. Odkryta 11 września 1977 roku.